# Mœuvres
Mœuvres, o Moeuvres, és un municipi francès, situat a la regió dels Alts de França, al departament del Nord. L'any 2006 tenia 475 habitants.

## Demografia
| 1962                                       | 1968 | 1975 | 1982 | 1990 | 1999 | 2006 |
| ------------------------------------------ | ---- | ---- | ---- | ---- | ---- | ---- |
| 431                                        | 411  | 400  | 382  | 447  | 452  | 475  |
| Des de 1962: població sense dobles comptes |      |      |      |      |      |      |

## Administració
| Període | Identitat           | Partit |
| ------- | ------------------- | ------ |
| 2001-   | Anne-Marie Duchemin |        |